# Grund (Weidenberg)
Grund ist ein Gemeindeteil des Markts Weidenberg im Landkreis Bayreuth (Oberfranken, Bayern). Grund liegt in der Gemarkung Görschnitz.

## Geographie
Die Einöde liegt links der Warmen Steinach an der Bocksleite (570 m ü. NHN). Eine Gemeindeverbindungsstraße führt nach Görschnitz (1,3 km nördlich) bzw. nach Weidenberg zur Kreisstraße BT 6 (0,9 km südöstlich).

## Geschichte
Grund gehörte zur Realgemeinde Görschnitz. Gegen Ende des 18. Jahrhunderts gab es in Grund ein Anwesen. Die Hochgerichtsbarkeit stand dem bayreuthischen Stadtvogteiamt Bayreuth zu. Das Kastenamt Weidenberg war Grundherr des Gutes.
Von 1797 bis 1810 unterstand Grund dem Justiz- und Kammeramt Neustadt am Kulm. Nachdem im Jahr 1810 das Königreich Bayern das Fürstentum Bayreuth käuflich erworben hatte, wurde der Ort bayerisch. Infolge des Gemeindeedikts wurde Grund dem 1812 gebildeten Steuerdistrikt Görschnitz und der Ruralgemeinde Görschnitz zugewiesen. Im Zuge der Gebietsreform in Bayern wurde Grund am 1. Januar 1978 nach Weidenberg eingemeindet.